# Borolia derbyana
Borolia derbyana är en fjärilsart som beskrevs av Aurivillius 1920. Borolia derbyana ingår i släktet Borolia och familjen nattflyn. Inga underarter finns listade i Catalogue of Life.